# ノルデンドルフ
ノルデンドルフ (ドイツ語: Nordendorf) は、ドイツ連邦共和国シュヴァーベン行政管区のアウクスブルク郡に属す町村（以下、本項では便宜上「町」と記述する）で、同名の行政共同体の本部所在地である。

## 地理

### 位置
ノルデンドルフは4車線に拡幅された連邦道2号線沿いにある。ブランケンブルク地区はその南西にあり、シュムッター川によって隔てられている。主邑には、頻繁に列車が発着するアウクスブルク - ネルトリンゲン線の駅があり、30分間隔で利用することができる。ノルデンドルフはアウクスブルク交通連盟のサービス地域に含まれている。

### 自治体の構成
ノルデンドルフは、1975年にブランケンブルクを併合して拡大した。この自治体は3つのゲマインデタイル（地理上の地区）からなる。
- ブランケンブルク
- ドンスベルク
- ノルデンドルフ

## 歴史

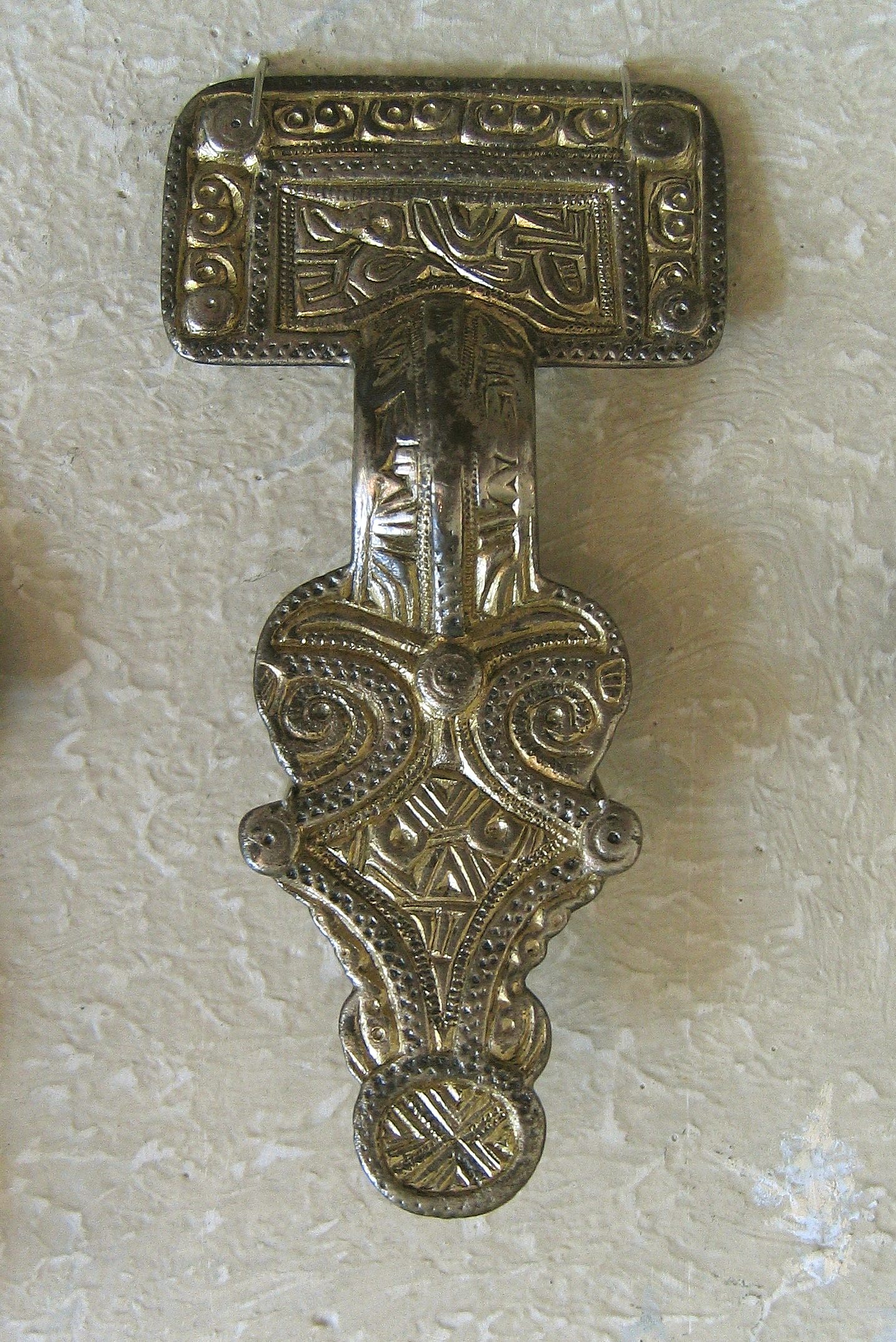
ノルデンドルフのビューゲルフィーベルンの1つ

ノルデンドルフという地名はフランク語起源である。6世紀中頃からアラマン人の集落があった証拠が、1844年の鉄道アウクスブルク - ドナウヴェルト線建設工事の際に発見された433基の墓からなる列状墓地である。ここはシュヴァーベン＝バイエルン地方における最も重要な中世初期の遺跡の発掘現場の1つに数えられる。裏面にルーン文字が刻まれた2個の衣服の留め具「ノルデンドルフのビューゲルフィーベルン」は最も重要な考古学的出土品とされている。
現在の地名は1213年に初めて文献に記録されている。領主は、初めはアウクスブルク司教の廷臣であるドンスベルク家であり、ノルデンドルフの西にあるドンスベルクに城を構えていた。1268年頃にヴィッテルスバッハ家がドンスベルク城を破壊し、ノルデンドルフはその支配下に置かれた。1560年に村落の中央に新しい城館が築かれたが、1862年に焼失した。ノルデンドルフの中心に現在建っている城館は、フッガー家傍流のかつてはもっと大規模だった城館の遺構に過ぎない。このフッガー家の傍流は1580年にノルデンドルフの所有権を獲得し、1878年までここに住んだ。
第二次世界大戦後ノルデンドルフは、農業中心の村から、シュムッター川とレヒ川との間の環境に恵まれた魅力的な住宅地や近郊レジャー地「アウクスブルク西部の森」へと発展した。
継続的な人口増加は、住宅建設用地を手頃な価格に設定することで維持されている。現在、農業はブランケンブルク地区に集中している。

### 小規模中心
ノルデンドルフは小規模中心として充実したインフラストラクチャを備えている。ショッピング施設、歯科を含む医療サービス、中等までの学校や幼稚園の教育サービス、銀行や工芸品など日常のニーズは適切に解消されている。アウクスブルク、マイティンゲン、ドナウヴェルトへ30分間隔で列車があり、上級学校への通学や通勤も問題なく可能である。アウクスブルクとドナウヴェルトとの間が4車線に拡幅され、町をバイパス道路で迂回している連邦道B2号線は、企業に定着の機会を提供している。
地元のクラブは多彩なスポーツおよび文化活動を提供している。

## 住民

### 人口推移
1988年から2018年までの間にこの町の人口は、1,977人から2,457人まで、約480人、24.3 % 増加した。

## 行政

### 議会
ノルデンドルフの町議会は14議席からなる。これに加えて議員兼議長として町長が参加する。

### 首長
2020年5月1日からトビアス・クンツ (Freie Wähler) が町長を務めている。彼は町長選挙で 75.1 % の支持票を獲得して町長に選出された。前任者は2002年から2020年までエルマー・シェーニガー (SPD/Freie Wähler) が町長を務めた。

### 紋章
図柄: 青地と銀地に左右二分割。赤い円とその上に地色と反対の色で塗り分けられた凹凸のある横帯。

### 姉妹自治体
- ビエル（フランス語版、英語版）（フランス、オート＝マルヌ県）1973年7月15日[8]

## 経済と社会資本

### 職場
2021年6月30日現在、社会保険支払い義務のある就労者468人がこの街で働いていた。この街に住む社会保険支払い義務のある就労者は1,106人である。従って、この町から他の市町村に通勤する人口は、他の市町村からこの町に通勤する人口よりも 613人多い。失業者数は38人である。2020年現在、11軒の農業事業者がある。

### 教育
ノルデンドルフには以下の機関がある。
- 基礎課程学校: 専任教員 15人、児童数 259人（2021/22年）[12]。
- 幼稚園: 定員 144人、在籍者 137人（2022年）[13]。